# Ludmilla de Poděbrady
Ludmilla de Poděbrady (polonais: Ludmiła z Podiebradu, née le 16 octobre 1456 morte le 20 janvier 1503 à Legnica) est une princesse tchèque qui règne comme douairière sur le duché d'Oława  (allemand: Ohlau) en Silésie de 1488 à sa mort.

## Biographie
Ludmilla est la fille du roi Georges de Bohême et de sa seconde épouse Jeanne de Rožmitál. le 5 septembre 1474, elle épouse le duc Frédéric Ier de Legnica avec qui elle a trois fils : Jean II, Frédéric II, et Georges Ier, pour le compte desquels elle exerce la régence jusqu'en 1498. À la mort de Frédéric Ier, elle reçoit comme douaire ou Oprawa wdowia la cité et le duché d'Oława où elle règne jusqu'à sa mort.